# گمینا ویسکیتکی
گمینا ویسکیتکی (به لهستانی:  Gmina Wiskitki) یک گمینا در لهستان است که در شهرستان ژراردوف واقع شده‌است. گمینا ویسکیتکی ۱۵۰٫۹۴ کیلومتر مربع مساحت و ۹٬۲۹۸ نفر جمعیت دارد.